# Краен мозък
Крайният мозък е 80% от масата на главния мозък. Състои се от две полукълба, разделени чрез надлъжна цепка (fissura longitudinalis cerebri), в дъното на която се намира дебела огъната плоча от бяло мозъчно вещество (corpus callosum), което свързва двете полукълба, провежда информация между тях и синхронизира дейността им. Отдолу се намира сводът, наречен fornix. Във всяко от двете полукълба има кухина, известна като странично мозъчно стомахче (ventriculus lateralis).
Всяко полукълбо е изградено от плащ (pallium), базална част (pars basalis telencephali) и базални ядра (nuclei basales). Плащът се състои от външен слой сиво вещество, наречен крайномозъчна кора, и вътрешно бяло мозъчно вещество, което е свързано с тази кора и се намира във вътрешността на мозъчните полукълба.
Дълбоки бразди разделят крайния мозък на четири дяла: челен, теменен, слепоочен и тилен.